# Shuangcai
Shuangcai (kinesiska: 双彩, 双彩乡) är en socken i Kina. Den ligger i provinsen Zhejiang, i den östra delen av landet, omkring 120 kilometer sydost om provinshuvudstaden Hangzhou. Antalet invånare är 8587. Befolkningen består av 4 288 kvinnor och 4 299 män. Barn under 15 år utgör 11,0 %, vuxna 15-64 år 68 %, och äldre över 65 år 20,0 %.
Genomsnittlig årsnederbörd är 2 209 millimeter. Den regnigaste månaden är juni, med i genomsnitt 377 mm nederbörd, och den torraste är januari, med 70 mm nederbörd.